# Sangolquí
San Juan Bautista de Sangolquí, auch bekannt als Sangolquí, ist eine Stadt in der Provinz Pichincha von Ecuador. Sie ist der Sitz des Kantons Rumiñahui. Sie ist Teil der Metropolregion von Quito, da ihre wirtschaftliche, soziale und kommerzielle Aktivität stark mit Quito verbunden ist.

## Demografie
Im administrativen Stadtgebiet leben 75.080 Einwohner, während im gesamten Kanton einschließlich der ländlichen Gebiete 85.852 Einwohner leben. Die Bevölkerung bestand 2010 zu 86,8 % aus Mestizen, zu 6,3 % aus Weißen, zu 1,9 % aus Indigenen, zu 3,5 % aus Afroecuadorianern, zu 1,2 % aus Montubio und zu 0,3 % aus sonstigen Ethnien. Die Alphabetisierungsrate lag bei 97,7 % der Bevölkerung.
| Zensusjahr | Einwohnerzahl |
| ---------- | ------------- |
| 1982       | 15.004        |
| 1990       | 35.386        |
| 2001       | 56.794        |
| 2010       | 75.080        |

## Sport
Der Fußballklub Independiente del Valle kommt aus der Stadt. Er trägt seine Heimspiele im Estadio Rumiñahui aus und gewann 2019 die Copa Sudamericana.

## Municipio
Das Municipio von Sangolquí umfasst eine Fläche von 57,3 km². Beim Zensus 2010 betrug die Einwohnerzahl 81.140. Das Municipio ist in drei Parroquias urbanas gegliedert.

### San Pedro de Taboada
Die Parroquia San Pedro de Taboada (⊙) liegt im Westen von Sangolquí. Die Parroquia besitzt eine Fläche von 4,9 km² und hatte beim Zensus 2010 11.982 Einwohner.

### San Rafael
Die Parroquia San Rafael (⊙) liegt im Nordwesten von Sangolquí. Die Parroquia besitzt eine Fläche von 2,7 km² und hatte beim Zensus 2010 9952 Einwohner.

### Sangolquí
Die Parroquia Sangolquí umfasst das Zentrum der Stadt. Die 49,9 km² große Verwaltungseinheit hatte beim Zensus 2010 59.196 Einwohner.